# Уитнэйл и я
«Уитнэйл и я» (англ. Withnail and I) — чёрная комедия британского кинорежиссёра Брюса Робинсона, созданная в 1987 году. Занимает 29 строчку в списке 100 лучших британских фильмов за 100 лет по версии Британского института кино.

## Сюжет
Место действия в начале фильма — лондонский район Камден, время — 1969 год.
Главные герои фильма — два невостребованных актёра: Марвуд, от имени которого ведётся рассказ, и его друг Уитнэйл. Они живут в старом доме, разделяя в целях экономии одну неухоженную квартиру и пропивая свои пособия по безработице.
Чтобы вырваться из повседневной беспросветности, они решают некоторое время провести в идиллической местности, где дядя Уитнэйла — гей Монти имеет свой дом. Сам дядюшка Монти от этой идеи не в восторге и соглашается лишь тогда, когда Уитнэйл обманывает его, уверяя, что Марвуд — тоже гей.
Отдых быстро оборачивается провалом. Загородное жилище оказывается в запустении. Надоедает непрерывно льющий дождь. Продукты и выпивка заканчиваются. Местные жители враждебно настроены по отношению к приехавшим. Кроме того, дядя Монти постоянно пытается приставать к ничего не подозревающему Марвуду.
Наконец Марвуд получает известие, что его берут на главную роль в кино. Вернувшись в Лондон с Уитнэйлом, он уезжает в Манчестер и оставляет свою прежнюю жизнь позади.

## Жизненный контекст
Сценарий Брюса Робинсона во многом автобиографичен. За основу он взял свой одноимённый неопубликованный роман 1969 года, в котором подразумевал себя под именем «Марвуд». Однако в фильме это — безымянный персонаж «я». Имя Марвуд мелькает перед зрителем лишь один раз в адресе на телеграмме.
Выдвигаемому на первый план другому персонажу автор дал имя «Уитнэйл» в честь одного из друзей своей ранней юности. Прототипом Уитнэйла был сосед Брюса Робинсона по дому в Камдене — тоже актёр Вивиан Маккеррелл, через несколько лет после выхода фильма на экраны скончавшийся от рака.

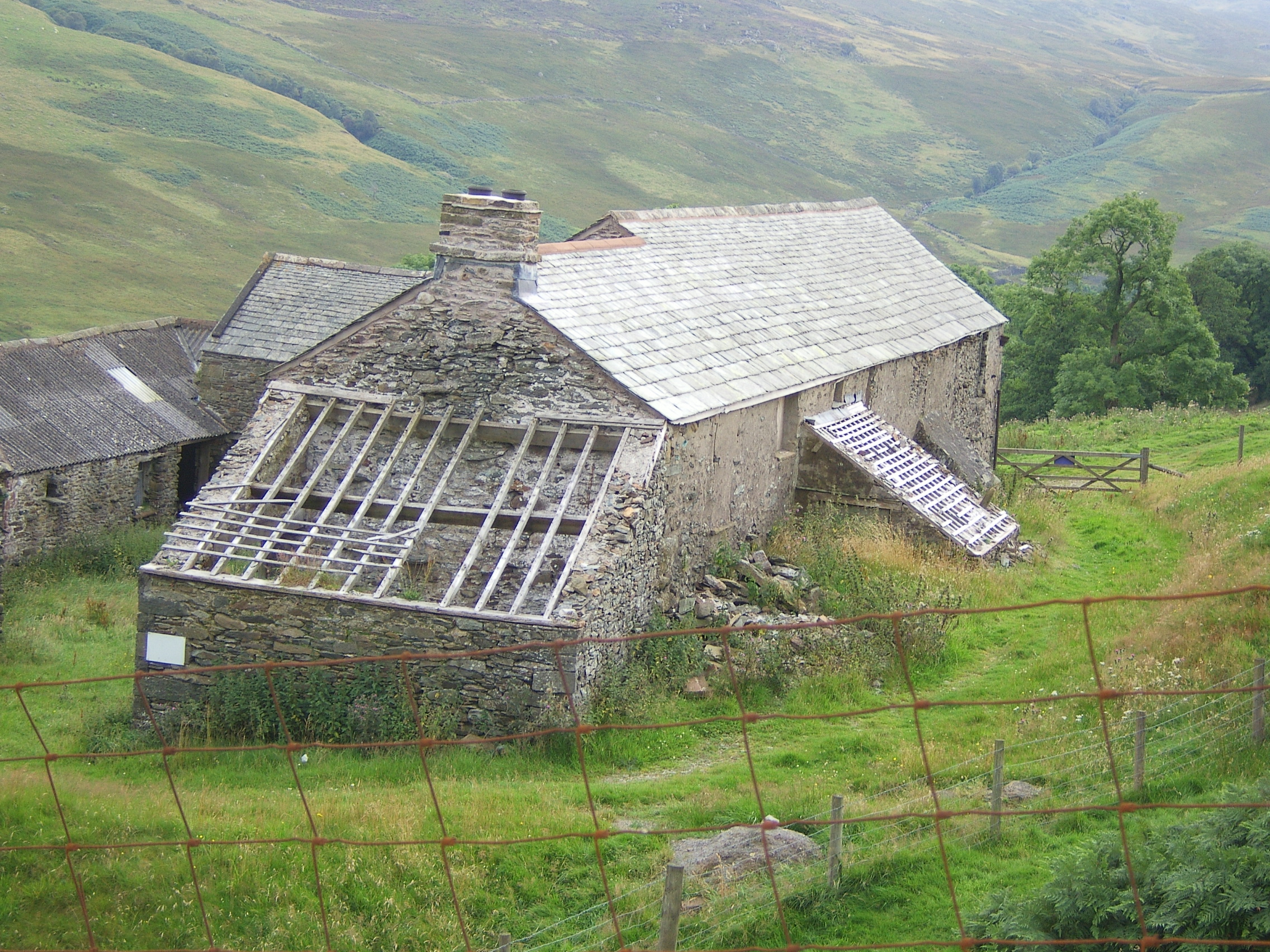
Место съёмок фильма (2007 год)

На создание образа дяди Монти повлияли впечатления Брюса Робинсона от общения с итальянским режиссёром Франко Дзеффирелли, в фильме которого «Ромео и Джульетта» Брюс сыграл роль Бенволио.
Одну из сцен в «Уитнэйл и я» сопровождает песня «While My Guitar Gently Weeps» Джорджа Харрисона, компания которого HandMade Films участвовала в финансировании фильма.
За сценарий Брюс Робинсон получил от компании Харрисона символическую сумму в один фунт, за режиссуру было заплачено 80 000 фунтов и 30 000 фунтов за дополнительные съёмки.
Автор киноафиши к фильму — карикатурист и мультипликатор Ральф Стедман, больше известный как иллюстратор книг Хантера Томпсона.
Выручка от продажи билетов на премьере фильма в Соединённом Королевстве составила 565 000 фунтов. «Уитнэйл и я», растиражированный на кассетах VHS благодаря телетрансляциям, стал британским культовым фильмом и даже послужил основой для одной алкогольной игры из-за постоянного пьянства главных героев.

## В ролях
- Марвуд — Пол Макганн
- Уитнэйл — Ричард Грант
- Дядя Монти — Ричард Гриффитс
- Дэнни - Ральф Браун
- Ирландец - Дара О’Мэлли

На роль Марвуда, своего экранного альтер эго, режиссёр сразу пригласил Пола Макганна, хотя после проб отказался от него из-за сильного ливерпульского акцента. Но поскольку никого другого Брюс Робинсон для этой роли не нашёл, а Пол Макганн тем временем от акцента практически избавился, именно он и воплотил в фильме образ Марвуда.
На роль Уитнэйла наоборот было довольно много претендентов, среди которых: Кеннет Брана, Дэниел Дэй-Льюис, Эдвард Тюдор-Поул и друг режиссёра Билл Найи. Однако окончательный выбор пал на Ричарда Гранта, британского актёра свазилендского происхождения, который по совету режиссёра должен был перед съёмками сбросить лишний вес.

## Отзывы
- Лексикон международных фильмов[нем.]

Оригинальный текст (нем.)Eine urkomische "schwarze" Komödie über zwei Außenseiterexistenzen in einer Zeit gesellschaftlicher Auflehnung. Hinter seinen exzentrischen Charakteren und deren schlagfertigem Witz vermag der eigenwillige Regieerstling auch menschlich anrührende Momente zur Geltung zu bringen.
Уморительная чёрная комедия о двух аутсайдерах в эпоху социальных протестов. Их эксцентричные характеры и остроумные шутки позволили необычному режиссёру запечатлеть по-человечески трогающие моменты. 
- Moviepilot[нем.]

Оригинальный текст (нем.)Bitter-witziger Abgesang auf die 60er Jahre, die Hippie und Beatnik und Drogenträume und die harten Realitäten des Schauspielbusiness ... Ein ebenso witziger wie ernüchternder Film, dessen Ende viel Platz für Melancholie und Hoffnung lässt.
Горько-смешное завершение 1960-х, хиппи, битники, нарко-мечты и суровые реалии бизнеса… Остроумный и отрезвляющий фильм оставляет место для тоски и надежды. 

## Награды
- 1989 год — Evening Standard British Film Award/Bestes Drehbuch[нем.] — Награждение за лучший сценарий фильма Брюса Робинсона «Уитнэйл и я».